# Моккан
Моккан (яп. 木簡) - дерев'яні таблички, знайдені під час археологічних розкопок у Японії. Більшість табличок датуються серединою 7-го та серединою 8-го століття, але деякі з них відносяться до ранньомодерного періоду.

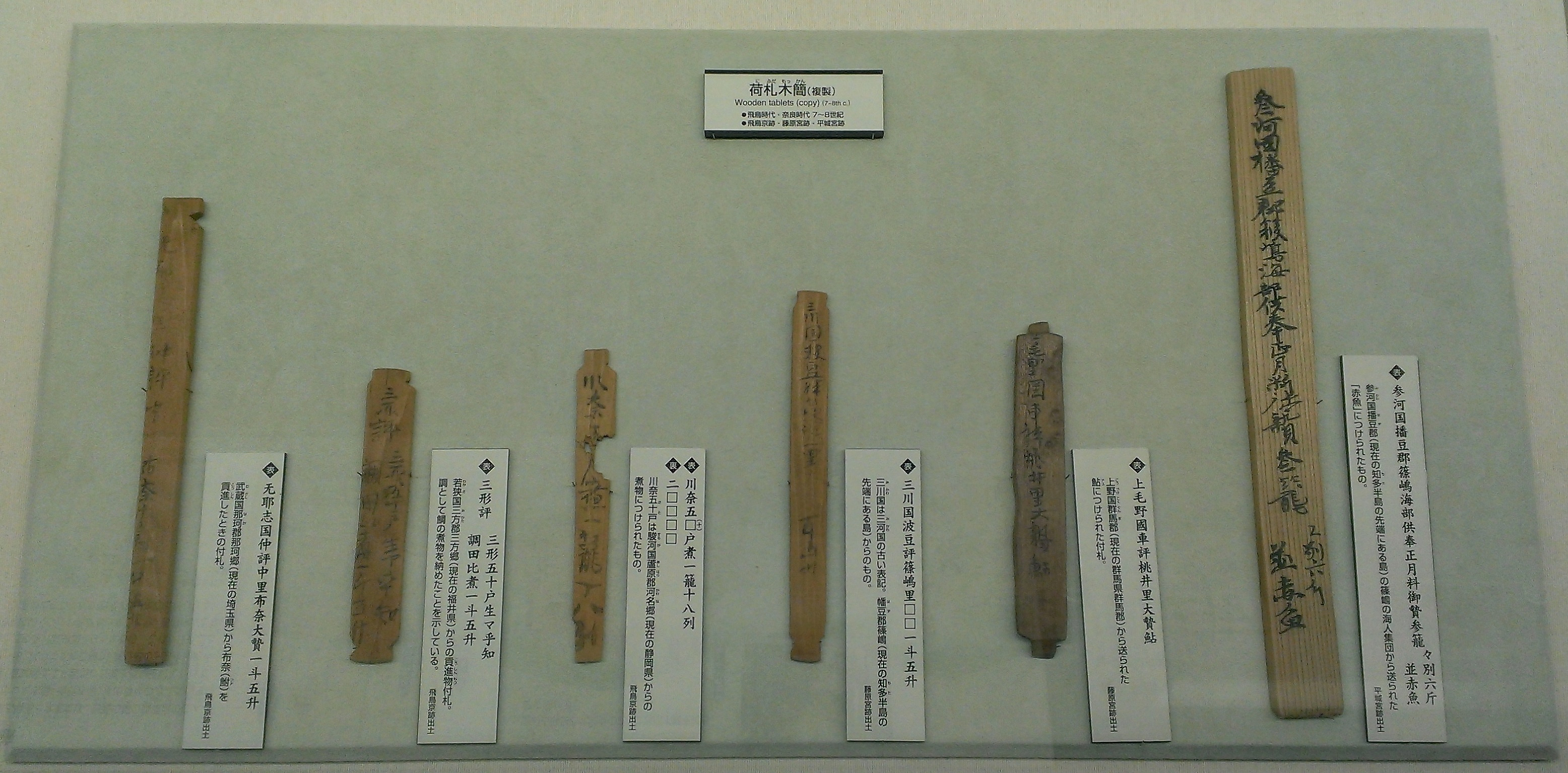
Репліки моккан

Їх знаходили в різних місцях по всій Японії, але переважно навколо колишніх столиць Нара та Фудзівара-кьо.
Використовувалися для неофіційних цілей, таких як транспортні ярлики, меморандуми та прості повідомлення, й таким чином, доповнювали офіційні документи, що передавалися на папері.

## Знахідки
Перший моккан був знайдений у префектурі Міє в 1928 році, але значні сховки були виявлені під час будівельних робіт з 1960-х років, особливо в 1980-х і 1990-х роках.   Протягом серпня 1988 року в ході земляних робіт по будівництву магазину в Нарі було знайдено близько 50 000 табличок, датованих початком 8-го століття. Виявилося, що це місце було резиденцією принца Нагая, міністра імператорського двору Нари, тож таблички допомогли історикам краще зрозуміти той період.  Загалом їх було знайдено понад 150 000. 

## Китайська дерев'яна табличка
Слово «цзянь» спочатку стосувалося бамбукових підвіконь, і бамбукові дошки з написаними на них літерами також широко використовувалися в Китаї  . Дерев’яні таблички також використовуються в районах на північ від басейну Хуанхе, де бамбук не росте через клімат.

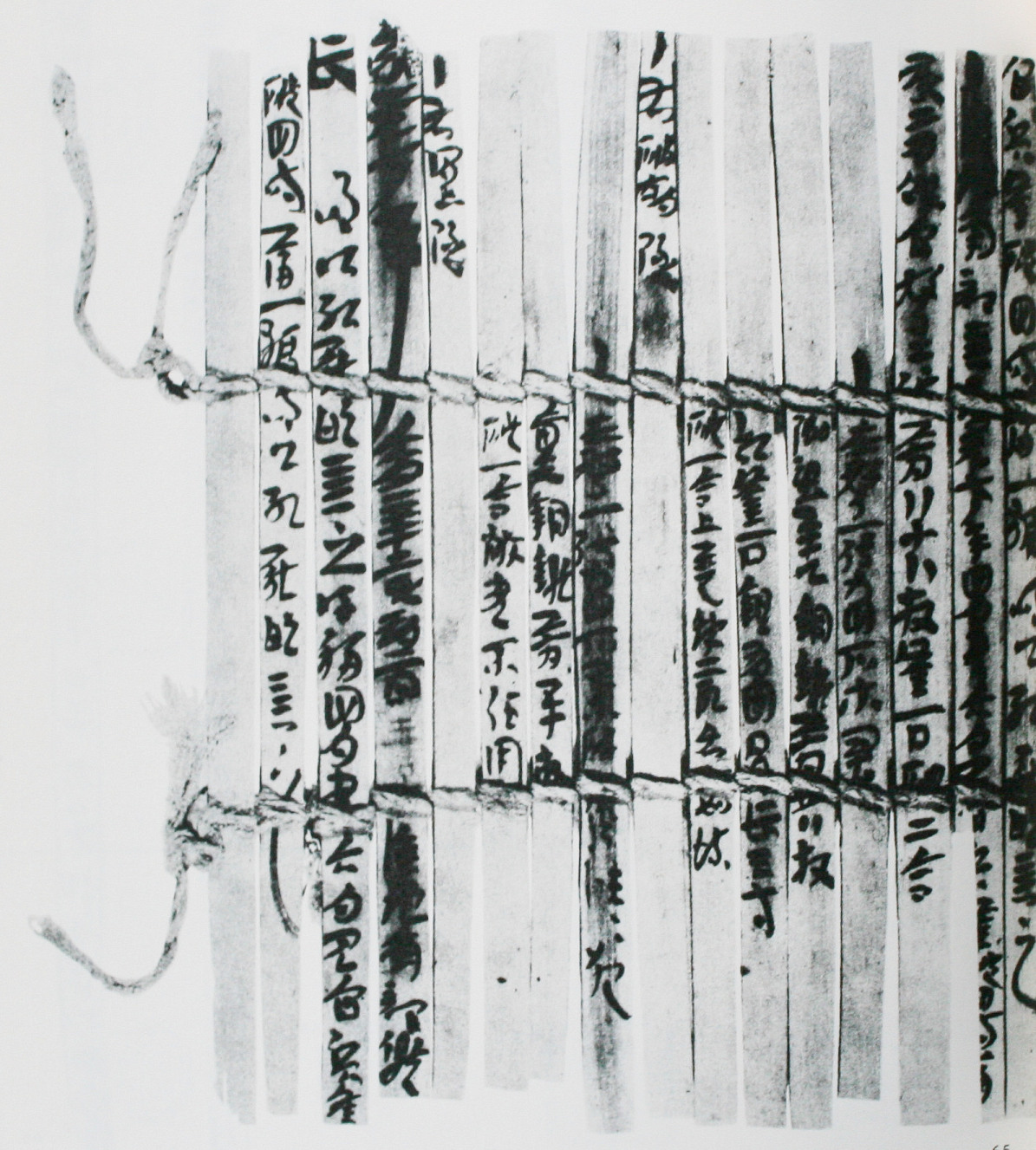
Дерев'яна паперова книга, викопана в Інобе, близько ACE97

До використання паперу в Пізній династії Хань найважливішими матеріалами для письма були дерево (бамбук) або шовк (папір). Оскільки каліграфія була дорогою, широко використовувалися дерев’яні та бамбукові таблички.  У китайській археології бамбукові смужки та дерев’яні таблички (дерев’яні таблички) разом називають данданом, а японські «дослідження дерев’яних табличок» у Китаї називаються «дослідженнями дандану».

## Мова
Деякі моккан написані класичною китайською мовою, але багато з них написані давньояпонською, що свідчить про широке розповсюдження писемності наприкінці 7-го століття. Тексти, як правило, короткі й більш інформативні, ніж поезія та релігійні тексти, що складають основний обсяг давньояпонської мови. 

## Зовнішні посилання
- База даних дерев’яних табличок, Національний науково-дослідний інститут культурних цінностей Нари[en]
- Моккан, кафедра японознавства, KU Leuven